# Pseudozonaria
Pseudozonaria is een geslacht van weekdieren uit de klasse van de Gastropoda (slakken).

## Soorten
- Pseudozonaria annettae (Dall, 1909)
- Pseudozonaria arabicula (Lamarck, 1810)
- Pseudozonaria nigropunctata (Gray, 1828)
- Pseudozonaria robertsi (Hidalgo, 1906)